# Кіссо Анна Іванівна
А́нна Кіссо́ (справжнє ім'я А́нна Іва́нівна Візню́к, нар. 11 липня 1976) — українська поетеса.

## Біографія
Народилася 11 липня 1976 року на Вінниччині. Має педагогічну і економічну освіту, закінчивши відповідно Вінницький державний педагогічний університет імені Михайла Коцюбинського та Вінницький торговельно-економічний інститут Київського національного торговельно-економічного університету. Працювала на державній службі — керівником прес-служби голови Вінницької обласної ради, радником голови Вінницької облдержадміністрації з питань ЗМІ, помічником народного депутата України. Зараз — у тележурналістиці, маючи понад 18 років досвіду у цій царині. Працювала телеведучою на телеканалах Вінниччини («ТРК Вінниччина», «ВДТ 6»), головним редактором телеканалу «Прем'єр». Автор проекту «Перша тема з Анною Кіссо» на телеканалі «Доба». Займається громадсько-політичною діяльністю, будучи головою Вінницької міської організації партії «Основа».
Живе у м. Вінниця. Виховує сина та доньку. Захоплюється йогою (сертифікований інструктор з комплексної йоги).

## Літературна діяльність
Поетеса. Автор двох збірок інтимної лірики «Чай по-слов'янськи» (2013), «Хранителі храмів» (2016). Друкується в регіональних альманахах та періодиці.
Лауреатка фестивалю «Відродження поезії» (Одеса, 2018).
Членкиня НСПУ з 2019 р.
|                        | Провокація розкутості. Провокація правдивості. Щирості, що межує з наївною ще дитинністю. Я гадаю, що подібну «провокацію почуттів» зустріне читач і в книзі «Чай по-слов’янськи» моєї протеже і вінницької землячки Анни Кіссо. Ця чарівна молода поетеса належить до того літературного покоління українок, які рішуче із себе скидає паранджу |
| — Дмитро Бураго (2013) | |